# پلخوو
پلخوو (به چکی: Plchov) یک منطقهٔ مسکونی در جمهوری چک است که در شهرستان کلادنو واقع شده‌است. پلخوو ۴٫۰۲ کیلومتر مربع مساحت و ۱۸۷ نفر جمعیت دارد و ۲۳۸ متر بالاتر از سطح دریا واقع شده‌است.